# 佐々木なほ子
佐々木 なほ子（ささき なほこ、1950年11月3日 - ）は、元文化放送アナウンサー。ラジオディレクター。東京都出身。1973年、東京女子大学文理学部史学科卒業。

## 担当番組
- 朝の小鳥

## かつて担当していた番組

### ラジオ
- 佐々木なほ子のシネマニア共和国
- 走れ!歌謡曲（開始時期不明 - 1978年3月。土曜日深夜担当）

### 映画
- がんばれ!!タブチくん!! 激闘ペナントレース（声優として。1980年5月3日公開。場内アナウンサー役）